# Policía auxiliar letona
La Policía Auxiliar Letona (en alemán: Lettischen Schutzmannschaften) estuvo formada por unidades militares de la Segunda Guerra Mundial creadas a partir de voluntarios letones y reclutadas por las autoridades nacionalsocialistas que habían ocupado el país en junio de 1941. Los reclutas de la Policía Auxiliar consistían principalmente de aquellos que habían servido en la policía, el ejército y las milicias letonas que se habían disuelto en el Ocupación soviética de Letonia en 1940. Los batallones de la policía realizaron tareas de vigilancia, redadas contra partisanos soviéticos en Bielorrusia y Letonia y lucharon en el Frente Oriental.

## Formación
El primer batallón (1.er Batallón Schutzmannschaft de Riga [más tarde el 16.º Batallón de policía Zemgale]), se formó en septiembre de 1941 y fue enviado al Frente Oriental el 21 de octubre. El segundo de los batallones de policía letona que se envió fuera de Letonia partió para Bielorrusia el 28 de diciembre de 1941 (numerado como el 7 por los alemanes). El tercero (el 2lº) fue enviado al frente en Leningrado el 30 de marzo de 1942, al principio con la tarea de formarse y construir fortificaciones allí. Finalmente fue enviado a la línea del frente en julio. El frente alrededor de Leningrado era sostenido no solo por alemanes y finlandeses, sino también por noruegos, holandeses, belgas, estonios y la División Azul española. Poco después, al 21.º Batallón se le unió otro batallón letón, cuyo comandante, el Capitán Praudiņš, fue pronto arrestado por comentarios antialemanes y condenado a muerte por un tribunal militar alemán, pero fue salvado por las vigorosas protestas de la Administración de Letonia. Praudiņš fue despojado de su rango y regresó al frente como soldado raso. Sin embargo, recuperó su rango y como comandante lideró un regimiento letón en Curlandia en 1945 recibiendo varias condecoraciones alemanas. En Latgale, los alemanes formaron siete batallones de policía, compuestos por rusos étnicos locales (n.ºs 283, 314, 315, 325–328).

## Suministro
Los batallones pobremente armados. A veces incluso tenían que robar armas automáticas de los depósitos de suministros alemanes. Para mejorar la potencia de fuego del 26.º Batallón, el cabo Žanis Butkus desenterró armas que había capturado como líder de un grupo de partisanos nacionalistas letones en junio y julio de 1941 y que había ocultado a los alemanes.

## Actividades
En julio de 1942, el 22.º Batallón Daugava y el 272.º Batallón Daugavgrīva fueron enviados a Varsovia, donde realizaron tareas de guardia en el perímetro exterior del Gueto de Varsovia. El 22.º Batallón también participó en convoyes de internos del gueto al campo de exterminio de Treblinka.
En febrero-marzo de 1943, 8 batallones letones participaron en la operación de castigo Winterzauber en la frontera entre Bielorrusia y Letonia, que resultó en la muerte de 10 a 12 mil residentes. Más de 7 mil fueron deportados a campos de trabajo forzado o encarcelados en el campo de concentración de Salaspils y 439 aldeas fueron incendiadas.
Para 1943 había 29 batallones de la policía letona dispersos por toda la Unión Soviética ocupada por los alemanes, desde Leningrado hasta Crimea. Por ejemplo, el 17.º Batallón luchó en Járkov, y el 23 en Crimea.

## Conflictos con los alemanes
No toda la policía estaba en el frente, y las acciones en la retaguardia tuvieron como consecuencia problemas entre letones y alemanes. Los letones no tenían ningún deseo de luchar contra los partisanos nacionales (polacos, ucranianos, etc.) que estaban en contra de alemanes y soviéticos. Por ejemplo, los batallones letones estacionados durante un tiempo cerca de Vilnius establecieron comunicaciones secretas con los partidarios polacos y acordaron no atacarse entre sí (cuando los polacos confundieron una compañía letona con alemanes y los atacaron, luego enviaron una disculpa).
Un batallón en el otro lado de la antigua frontera entre Letonia y Polonia impidió que el SD alemán recogiera y enviara a mujeres polacas a Alemania en septiembre de 1943.

## Reforma e incorporación a una Legión Letona
En 1942 los 19.º y 21.º batallones de la policía letona fueron integrados en la 2ª Brigada de Infantería SS. La brigada era una formación internacional que incluía voluntarios holandeses, flamencos y noruegos. En enero de 1943, los batallones de policía 19.º y 21.º estaban sirviendo con la Brigada, e impresionado por su conducta, Heinrich Himmler cambió la 2ª Brigada de Infantería SS en una Brigada Letona, al mismo tiempo que establecía los cimientos para una División Letona.
Los batallones letones 18.º, 24.º y 26.º que servían en el frente de Leningrado se utilizaron para formar el 2.º Regimiento de la Brigada de Voluntarios SS. Luego fueron enviados a Krasnoye Selo para entrenar, donde Himmler agregó el 16.º Batallón a la brigada en febrero. El 18 de mayo de 1943, estos batallones letones, junto con los otros tres batallones de la Legión Letona se incorporaron a la 2ª Brigada de Infantería SS, y se les volvió a designar como la 2ª Brigada Letona SS (más tarde 19ª División SS de granaderos (2ª letona)).
El 1 de agosto de 1943, cuatro batallones (el 278.º Sigulda, el 278.º Dobele, el 276.º Kuldīga y el 312.º) se incorporaron al 1.er Regimiento de Policía de Riga (Lettisches Freiwilligen Polizei Regiment 1 Riga). En febrero de 1944 se formaron dos regimientos más: el 2.º Liepāja (de los 22.º Daugava, 25.º Abava, 313.º y 316.º batallones) y 3.º Cēsis (de los 317.º, 318.º y 321.º batallones). Desde julio de 1944, los tres regimientos participaron en batallas cerca de Daugavpils, donde sufrieron numerosas bajas.
Seis batallones (el 20.º, 23.º, 267.º, 269.º, 322.º y 271.º) continuaron su lucha en la bolsa de Curlandia hasta la capitulación.

## Batallones y Regimientos de la Policía
- Polizei z. b. V. Bataillon 1 Meiers, octubre de 1944
- Polizei z. b. V. Bataillon 2, octubre de 1944
- Schutzmannschaft Front Bataillon 16 Zemgale, 22 de octubre de 1941 – 8 de febrero de 1943
- Schutzmannschaft/Lettische Polizei Ost Bataillon 16, 21 de marzo de 1942 – 18 de mayo de 1942
- Schutzmannschaft Front Bataillon 17 Vidzeme, 21 de diciembre de 1941 – mayo de 1943
- Schutzmannschaft/Lettische Polizei Ost Bataillon 17 Rēzekne, 18 de marzo de 1942 – 18 de mayo de 1942
- Schutzmannschaft Front Bataillon 18 Kurzeme, 13 de enero de 1942 – de mayo de 1943
- Schutzmannschaft/Lettische Polizei Ost Bataillon 18 Ērgļi, 18 de marzo de 1942 – 18 de mayo de 1942
- Schutzmannschaft Front Bataillon 19 Latgale, 16 de diciembre de 1941 – 30 de enero de 1943
- Schutzmannschaft/Lettische Polizei Ost Bataillon 19, 18 de marzo de 1942 – 18 de mayo de 1942
- Schutzmannschaft/Lettische Polizei Wacht Bataillon 20 Riga, de abril de 1942 – enero de 1944
- Schutzmannschaft/Lettische Polizei Ost Bataillon 20 Abrene, 9 de mayo de 1942 – 18 de mayo de 1942
- Schutzmannschaft/Lettische Polizei Front Bataillon 21 Liepāja, 25 de febrero de 1942 – 30 de enero de 1943
- Schutzmannschaft/Lettische Polizei Front Bataillon 22 Daugava, 25 de febrero de 1942 – 7 de febrero de 1944
- Schutzmannschaft/Lettische Polizei Front Bataillon 23 Gauja, 25 de febrero de 1942 – 8 de mayo de 1945
- Schutzmannschaft/Lettische Polizei Front Bataillon 24 Talsi, 1 de marzo de 1942 – 18 de abril de 1943
- Schutzmannschaft/Lettische Polizei Ost Bataillon 24 Venta, junio de 1942 – 1942
- Schutzmannschaft/Lettische Polizei Front Bataillon 25 Abava, 6 de marzo de 1942 – 7 de febrero de 1944
- Schutzmannschaft/Lettische Polizei Ost Bataillon 25, junio 1942 – julio 1942
- Schutzmannschaft/Lettische Polizei Front Bataillon 26 Tukums, 6 de marzo de 1942 – 23 de abril de 1943
- Schutzmannschaft/Lettische Polizei Front Bataillon 27 Burtnieki, 14 de marzo de 1942 – de abril de 1943
- Schutzmannschaft/Lettische Polizei Front Bataillon 28 Bārta, 9 de marzo de 1942 – 13 de julio de 1943
- Schutzmannschaft/Lettische Polizei Ost Bataillon 266, 18 de mayo de 1942 – noviembre de 1944
- Schutzmannschaft/Lettische Polizei Front Bataillon 267 Rēzekne, 18 de mayo de 1942 – 1 de junio de 1943
- Schutzmannschaft/Lettische Polizei Ost Bataillon 268 Ērgļi, 18 de mayo de 1942 – 3 de febrero de 1944
- Schutzmannschaft/Lettische Polizei Wacht Bataillon 269, 18 de mayo de 1942 – junio de 1943
- Schutzmannschaft/Lettische Polizei Front Bataillon 270, 18 de mayo de 1942 – 18 de febrero de 1943
- Schutzmannschaft/Lettische Polizei Front Bataillon 271 Valmiera, 15 de junio de 1943 – octubre de 1944, tomó parte en la Operación Winterzauber
- Schutzmannschaft/Lettische Polizei Front Bataillon 272 Daugavgrīva, 1 de julio de 1942 – de abril de 1943
- Schutzmannschaft/Lettische Polizei Front Bataillon 273 Ludza, 1 de julio de 1942 – 15 de julio de 1943, tomó parte en la Operación Winterzauber
- Schutzmannschaft/Lettische Polizei Front Bataillon 274, 1 de octubre de 1942 – 30 de septiembre de 1944
- Schutzmannschaft/Lettische Polizei Front Bataillon 275, 16 de octubre de 1942 – junio de 1943
- Schutzmannschaft/Lettische Polizei Front Bataillon 276 Kuldīga, 17 de diciembre de 1942 – 11 de agosto de 1943, tomó parte en la Operación Winterzauber
- Schutzmannschaft/Lettische Polizei Front Bataillon 277 Sigulda, 17 de diciembre de 1942 – 11 de agosto de 1943, tomó parte en la Operación Winterzauber
- Schutzmannschaft/Lettische Polizei Front Bataillon 278 Dobele, 17 de diciembre de 1942 – 11 de agosto de 1943, tomó parte en la Operación Winterzauber
- Schutzmannschaft/Lettische Polizei Front Bataillon 279 Cēsis, 4 de enero de 1943 – 15 de julio de 1943
- Schutzmannschaft/Lettische Polizei Front Bataillon 280 Bolderāja, 23 de enero de 1943 – 9 de abril de 1943, tomó parte en la Operación Winterzauber
- Schutzmannschaft/Lettische Polizei Front Bataillon 281 Abrene, 23 de enero de 1943 – 9 de abril de 1943, tomó parte en la Operación Winterzauber
- Schutzmannschaft/Lettische Polizei Front Bataillon 282 Venta, 1942 – 15 de julio de 1943, tomó parte en la Operación Winterzauber
- Schutzmannschaft/Lettische Polizei Front Bataillon 283, julio de 1942 – mayo 1944
- Lettische Polizei Bataillon 283 (Ruso), mayo de 1944 – diciembre de 1944
- Lettische Polizei Front Bataillon 311 Valmiera, 12 de mayo de 1943 – 2 de julio de 1943
- Lettische Polizei Front Bataillon 312, 15 de mayo de 1943 – 11 de agosto de 1943
- Lettische Polizei Front Bataillon 313, 2 de agosto de 1943 – 7 de febrero de 1944
- Lettische Polizei Bataillon 314 (Ruso), mayo de 1944 – julio de 1944
- Lettische Polizei Bataillon 315 (Ruso), enero de 1944 – abril de 1945
- Lettische Polizei Front Bataillon 316, 2 de agosto de 1943 – 7 de febrero de 1944
- Lettische Polizei Front Bataillon 317, 18 de octubre de 1943 – 14 de febrero de 1944
- Lettische Polizei Front Bataillon 318, 25 de octubre de 1943 – 14 de febrero de 1944
- Lettische Polizei Front Bataillon 319, 25 de octubre de 1943 – 8 de mayo de 1945
- Lettische Polizei Wacht Bataillon 320, 21 de diciembre de 1943 – 20 de septiembre de 1944
- Lettische Polizei Front Bataillon 321, 22 de diciembre de 1943 – 14 de febrero de 1944
- Lettische Polizei Front Bataillon 322, 23 de julio de 1944 – 8 de mayo de 1945
- Lettische Polizei Front Bataillon 325 (Ruso), de marzo de 1944 – diciembre de 1944
- Lettische Polizei Front Bataillon 326 (Ruso), de marzo de 1944 – mayo de 1944
- Lettische Polizei Bataillon 327 (Ruso), de marzo de 1944 – abril de 1944
- Lettische Polizei Bataillon 328 (Ruso), de marzo de 1944 – julio 1944
- Lettisches Freiwilligen Polizei Regiment 1 Riga, 1 de agosto de 1943 – 19 de noviembre de 1944
- Lettisches Freiwilligen Polizei Regiment 2 Liepāja, de febrero de 1944 – 26 de octubre de 1944
- Lettisches Freiwilligen Polizei Regiment 3 Cēsis, de febrero de 1944 – agosto de 1944